# Fissidens obtusatulus
Fissidens obtusatulus är en bladmossart som beskrevs av Brotherus 1901. Fissidens obtusatulus ingår i släktet fickmossor, och familjen Fissidentaceae. Inga underarter finns listade i Catalogue of Life.